# Phoradendron prolongatum
Phoradendron prolongatum är en sandelträdsväxtart som beskrevs av Kuijt. Phoradendron prolongatum ingår i släktet Phoradendron och familjen sandelträdsväxter. Inga underarter finns listade i Catalogue of Life.